# Final de Ascenso 2006-07
La Final de Ascenso 2006-07 fue una llave de definición en la cual se enfrentó el campeón del Torneo Apertura 2006: Puebla, contra el campeón del Torneo Clausura 2007: Dorados de Sinaloa, disputándose en partidos de ida y vuelta, para determinar al equipo que ascendería a la Primera División.

## Sistema de competición
Disputarán el ascenso a la Primera División los campeones de los Torneos Apertura 2006 y Clausura 2007. El Club con mayor número de puntos en la Tabla General de Clasificación de la Temporada 2006-2007, (tabla que suma los puntos obtenidos por los Clubes participantes durante ambos Torneos) y tomando en cuenta los criterios de desempate establecidos en el reglamento de competencia, será el que juegue como local el partido de vuelta, eligiendo el horario del mismo.
El Club vencedor de la Final de Ascenso a la Primera División será aquel que en los dos partidos anote el mayor número de goles, criterio conocido como marcador global. Si al término del tiempo reglamentario el partido está empatado, se agregarán dos tiempos extras de 15 minutos cada uno. De persistir el empate en estos periodos, se procederá a lanzar tiros penales, hasta que resulte un vencedor.
Si el Club vencedor es el mismo en los dos Torneos, se producirá el ascenso automáticamente.

## Información de los equipos
| Equipo  | Entrenador             | Estadio    | Ciudad            | Capacidad |
| ------- | ---------------------- | ---------- | ----------------- | --------- |
| Puebla  | José Luis Sánchez Solá | Cuauhtémoc | Puebla, Puebla    | 42 648    |
| Dorados | Hugo Fernández         | Banorte    | Culiacán, Sinaloa | 23 000    |

## Partidos

### Puebla-Dorados
| 23 de mayo de 2007, 21:00 | Dorados        | 1:1 (0:1) | Puebla       | Estadio Banorte, Culiacán, Sinaloa                             |                                                                |
|                           | Casartelli 74' | Reporte   | González 55' | Asistencia: 21 000 espectadores Árbitro(s): Hugo León Guajardo | Asistencia: 21 000 espectadores Árbitro(s): Hugo León Guajardo |

| 26 de mayo de 2007, 14:00                | Puebla | 3:2     | Dorados | Estadio Cuauhtémoc, Puebla, Puebla |  |
|                                          |        | Reporte |         |                                    |  |
| Puebla Campeón de Ascenso 2006-07 (4:3). |        |         |         |                                    |  |

| Campeón de Ascenso 2006-07     |
| ------------------------------ |
|                                |
| Puebla                         |
| 1° Título                      |
| Asciende a la Primera División |